# Boston Conservatorium

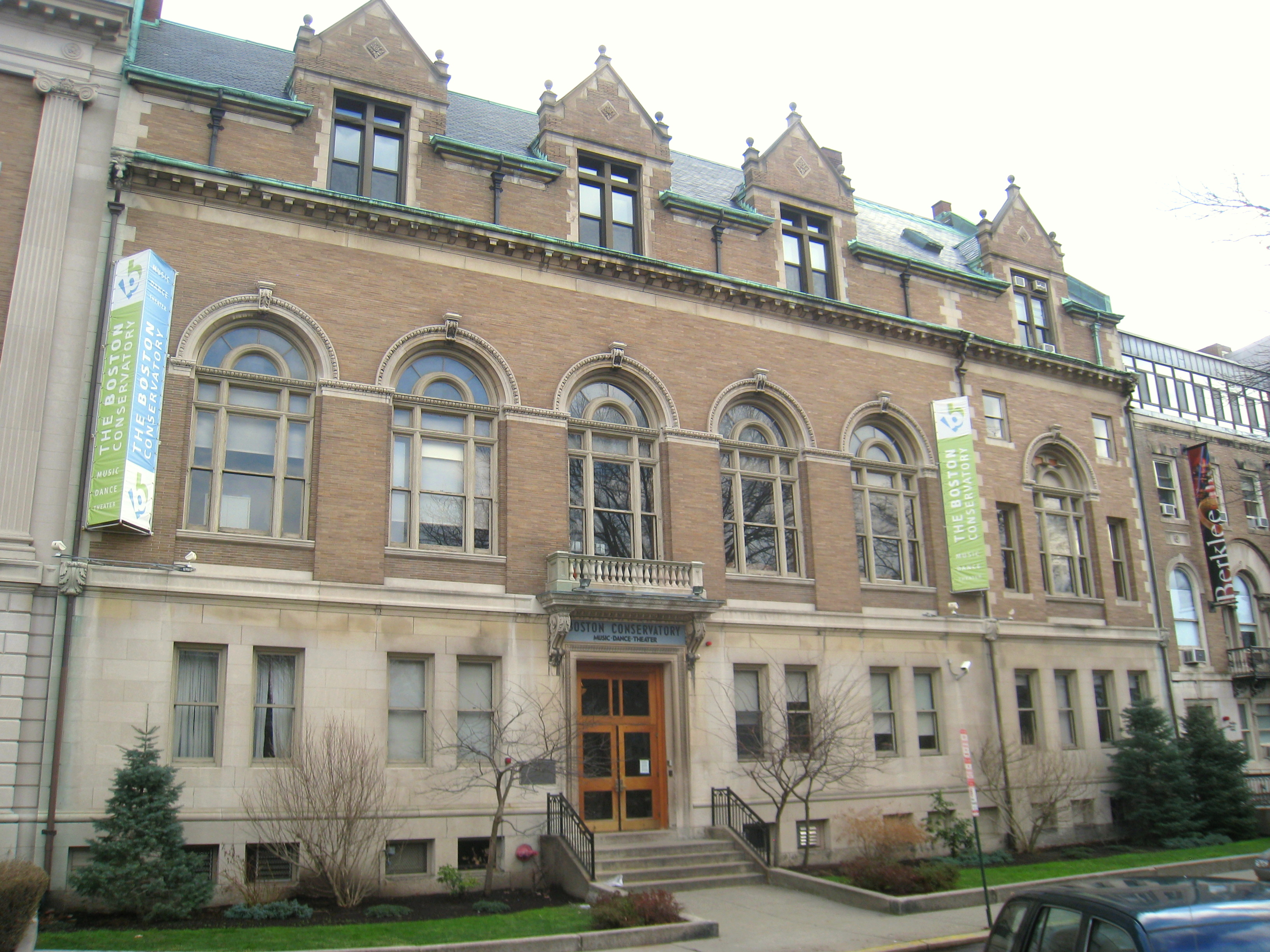
Boston Conservatorium

Het Boston Conservatorium is een conservatorium in de hoofdstad en grootste stad van de Amerikaanse deelstaat Massachusetts, dat in 1867 van de componist en violist Julius Eichberg opgericht werd. Vanaf het begin was het ook voor Afro-Amerikanen toegankelijk, dat was toen nog een uitzondering onder de conservatoria in de Verenigde Staten. Aanvankelijk was het gericht op studenten uit Boston en de regio. In het begin van de 20e eeuw werd dit conservatorium samengevoegd met de National Associated Studios of Music en richtte de eerste grote opera-afdeling van de conservatoria in de Verenigde Staten in. De afdeling voor dans was ook de eerste in een conservatorium van de USA, die zowel klassiek ballet als moderne dansvormen leerde. Intussen is het tot een vooraanstaand conservatorium in de Verenigde Staten en daarbuiten uitgegroeid. In 2007 zijn er rond 500 studenten aan dit conservatorium ingeschreven.
Het conservatorium heeft een muziek-, dans-, theater- en muziekpedagogiek-afdeling. Er zijn Bachelor en Master-studierichtingen mogelijk. Het instituut heeft ook een uitstekende bibliotheek, de Albert Alphin Music Library.
Vanaf januari 2016 is het Boston Conservatorium samengegaan met het Berklee College of Music onder de nieuwe naam Boston Conservatory at Berklee.

## Bekende professoren en studenten
- Lily Afshar, gitarist
- Gerard Alessandrini
- George Bassman, componist
- Edward Boatner, componist
- Measha Brueggergosman, Canadees zanger
- Angela Christian, Broadway-acteur en zanger
- Erin Davie, Broadway-acteur en zanger
- Toni Dibuono, Broadway-acteur en zanger
- Leon Fleisher, pianist en dirigent.
- Gigi Gryce, jazzmusicus en componist
- Hayato Hirose, Japans componist en dirigent.
- Sondra Kelly, operazanger
- Chad Kimball, Broadway-acteur en zanger
- Eddie Korbich, Broadway-acteur, zanger en danser
- Michael Lewin, professor en pianist.
- Victoria Livengood, operazangeres
- Constantine Maroulis, Broadway-acteur en zanger
- Katharine McPhee, actrice en opnamekunstenaar
- Kizzy McHugh, actrice, presentatrice en zangeres
- Anne L. Nathan, Broadway-actrice en zangeres
- Jack Noseworthy, Broadway-acteur en zanger
- Hayley Podschun, toneel- en filmacteur
- Noah Racey, Broadway-acteur en zanger
- Sam Rivers, jazzmusicus en componist
- Duncan M. Rogers, acteur en filmmaker
- Don Redman, jazzmusicus, arrangeur en componist
- Drew Sarich, Broadway-/Europees acteur en zanger
- Geoff Sewell, zanger
- Slam Stewart, jazzmusicus